# Никола Кънев (режисьор)
Никола Кънев е български театрален и кино-режисьор, сценарист и преводач.

## Биография
Никола Кънев е роден в град Варна на 17 април 1926 г. Син е на известния варненски инженер Боян Кънев, както и внук на политика Никола Кънев. Чичо е на политика Радан Кънев.
Завършва средното си образование в София и режисура във ВИТИЗ „Кръстьо Сарафов“ при проф. Гриша Островски през 1953 г.
Творческият му път е свързан с реализирането на над 200 постановки на театралните сцени на редица градове в България – Перник, Благоевград, Русе, Бургас, Кюстендил, Шумен, Търговище и други. Същевременно е автор на сценарии, преводач на пиеси от английски, немски и италиански език.
Има участия в игрални и документални филми за Българската национална телевизия. От БНТ е уволнен заради подкрепата, която декларира към Събитията по време на Чешката пролет през 1968 г.
Основател е на националната ни федерация по подводен риболов и е създател на международния турнир по подводен риболов "Сребърната амфора". Също така е носител на множество международни и национални награди както за театър, така и за филми, посветени на подводните богатства. През седемдесетте години на 20-ти век заснема филма „Черномор“ посветен на изключително интересен био-физиологичен експеримент, целящ изучаването на възможностите на човешкия организъм във водна среда.
Съпруг е на театралната и филмова актриса Бояна Кънева. Тяхна дъщеря е продуцентът и режисьор Милена Кънева.
Никола Кънев умира на 91 години на 8 април 2018 г. в София.

## По-известни постановки
- „В полите на Витоша“, Пейо Яворов. По времето на управлението на БКП Яворов е считан за буржоазен символист и по тази причина постановчика има проблеми с цензурата.[1]
- „Камък в блатото“, Георги Караславов
- „Третата дума“, Алехандро Касона
- „Четвъртият“, Константин Симонов
- „Ковачи на мълнии“, Иван Пейчев
- „Забравен от всички“, Назъм Хикмет
- „Прокурорът“, Георги Джагаров
- „Любов под брястовете“, Юджийн О'Нийл
- „Господин Балкански“, Георги Данаилов